# 朱熠
朱熠（？—1269年），号南江，温州平阳县（今浙江省平阳县）人。南宋大臣，宋理宗时参知政事。
宋理宗端平二年（1235年）朱熠中武举第一。出任阁门舍人，历任知沅州（治今湖南黔阳西南）、横州（治今广西横县）、雷州。官至监察御史兼崇政殿说书、右正言、侍御史。宝祐六年（1258年）升任左谏议大夫。建议理宗宽民力、汰冗员。但是他任情弹劾，在任时弹劾最多，一时名士徐清叟、马廷鸾等都不能免。当时人评论为为“狂猘”（疯狗）。开庆元年（1259年）拜为参知政事兼枢密院事。景定元年（1260年）知枢密院事兼参知政事，兼太子宾客。奉祠后，被监察御史弹劾罢免，送到处州（治今浙江省丽水市）居住。景定五年（1264年）回到家乡，去世。

## 延伸阅读
[在维基数据编辑]
 《宋史/卷420》，出自脱脱《宋史》